# ایستیاک
ایستیاک (انگلیسی: Istyak) یک شهرک در شهرستان یانائولسکی استان باشقیرستان کشور روسیه است.